# Фонтене-ле-Конт (кантон)
Фонтене-ле-Конт (фр. Fontenay-le-Comte) — кантон во Франции, находится в регионе Пеи-де-ла-Луар, департамент Вандея. Входит в состав округа Фонтене-ле-Конт.

## История
Кантон Фонтене-ле-Конт был создан в 1790 году и его состав несколько раз менялся. Современный кантон Фонтене-ле-Конт образован в результате реформы 2015 года. В его состав вошли коммуны упраздненных кантонов Майзе и Сент-Илер-де-Лож.
После этого состав кантона несколько раз менялся: 1 января 2016 года коммуны Дуа и Фонтен образовали новую коммуну Дуа-ле-Фонтен; 1 января 2017 года коммуны Озе и Ше образовали новую коммуну Оше-сюр-Ванде; 1 января 2019 года коммуны Велюир и Ле-Пуаре-сюр-Велюир образовали новую коммуну Ле-Велюир-сюр-Ванде, коммуны Нёй-сюр-л’Отиз и Ульм – новую коммуну Рив-д’Отиз.

## Состав кантона с 1 января 2019 года
В состав кантона входят коммуны (население по данным Национального института статистики за 2019 г.):
- Бене (4 014 чел.)
- Буйе-Курдо (595 чел.)
- Викс (1 809 чел.)
- Дамви (741 чел.)
- Дуа-ле-Фонтен (1 731 чел.)
- Ксантон-Шассенон (732 чел.)
- Л’Орбри (787 чел.)
- Ле-Веллюир-сюр-Ванде (1 383 чел.)
- Ле-Лангон (993 чел.)
- Ле-Мазо (445 чел.)
- Лонжев (1 341 чел.)
- Лье (280 чел.)
- Майе (749 чел.)
- Майзе (921 чел.)
- Мерван (1 047 чел.)
- Монтрёй (814 чел.)
- Оше-сюр-Ванде (1 165 чел.)
- Писсот (1 160 чел.)
- Пюи-де-Сер (321 чел.)
- Рив-д’Отиз (2 094 чел.)
- Сен-Мартен-де-Френьо (821 чел.)
- Сен-Мишель-де-Клук (1 287 чел.)
- Сен-Пьер-де-Вьё (940 чел.)
- Сен-Сижисмон (419 чел.)
- Сент-Илер-де-Лож (1 921 чел.)
- Феморо (198чел.)
- Фонтене-ле-Конт (13 235 чел.)
- Фуссе-Пере (1 157 чел.)

## Политика
На президентских выборах 2022 г. жители кантона отдали в 1-м туре Эмманюэлю Макрону 31,1 % голосов против 24,5 % у Марин Ле Пен и 17,3 % у Жана-Люка Меланшона; во 2-м туре в кантоне победил Макрон, получивший 58,2 % голосов. (2017 год. 1 тур: Эмманюэль Макрон – 26,1 %, Франсуа Фийон – 22,5 %, Марин Ле Пен – 18,5 %, Жан-Люк Меланшон – 16,9 %; 2 тур: Макрон – 68,9 %).
С 2021 года кантон в Совете департамента Вандея представляют вице-мэр города Фонтене-ле-Конт Лесли Гайяр (Leslie Gaillard) (Разные правые) и мэр коммуны Буйе-Курдо Стефан Гийон (Stéphane Guillon) (Республиканцы).
|                | Кандидаты                           | Партия                   | Первый тур | Первый тур     | Второй тур | Второй тур |
| Кол-во голосов | Кандидаты                           | Партия                   | % голосов  | Кол-во голосов | % голосов  |            |
| -------------- | ----------------------------------- | ------------------------ | ---------- | -------------- | ---------- | ---------- |
|                | Лесли Гайяр Стефан Гийон            | Разные правые            | 3 432      | 32,13          | 5 293      | 51,52      |
|                | Доминик Вераэг-Грийо Кристиан Энриэ | Вперёд, Республика!      | 3 010      | 28,18          | 4 980      | 48,18      |
|                | Франсин Альдебер Бертран Матонно    | Национальное объединение | 1 722      | 16,12          |            |            |
|                | Франсуа-Ксавье Берто Мишель Трикуар | Левый блок               | 1 327      | 12,42          |            |            |
|                | Сюзанна Гронден Жиль Симон          | Разные левые             | 1 190      | 11,14          |            |            |

|                | Кандидаты                   | Партия                  | Первый тур | Первый тур     | Второй тур | Второй тур |
| Кол-во голосов | Кандидаты                   | Партия                  | % голосов  | Кол-во голосов | % голосов  |            |
| -------------- | --------------------------- | ----------------------- | ---------- | -------------- | ---------- | ---------- |
|                | Франсуа Бон Мари-Жо Шатвер  | Правый блок             | 6 598      | 40,15          | 8 833      | 57,38      |
|                | Изабель Виймо Даниэль Давид | Социалистическая партия | 4 913      | 29,89          | 6 560      | 42,62      |
|                | Алин Наварро Лоран Фришто   | Национальный фронт      | 3 474      | 21,14          |            |            |
|                | Коринн Дево Дидье Эрбе      | Разные левые            | 1 450      | 8,82           |            |            |